# Jorge Martínez (actor)
Jorge Horacio Martínez (Buenos Aires, 24 de marzo de 1947) es un actor argentino. 
Ha participado en numerosas telenovelas, como La extraña dama, El extraño retorno de Diana Salazar, Micaela, Manuela, Verónica: el rostro del amor y María de nadie, actuando junto a grandes celebridades como Lucía Méndez, Luisa Kuliok, Grecia Colmenares, Verónica Castro, Jeannette Rodríguez, entre otras.

## Cine
Actor
- El jardín de la clase media   (2018) .... Raúl De Villa
- Danzón   (1991)  (México)
- Catch the Heat   (1987) .... Raúl De Villa
- El telo y la tele   (1985)
- Repo Man   (1984)  .... Jugador de tenis
- ¿Somos? (1982) … Dr. Roberto Lecube
- Abierto día y noche   (1981)
- Las vacaciones del amor   (1981)
- Comandos azules en acción   (1980) .... Jorge "Azul 1" / Falso José María Seres Ruiz / Modelo / Ciego
- Bárbara   (1980) .... Mauricio Karagorggevich (Mauro)
- Comandos azules   (1980) .... Jorge comando azules
- Hotel de señoritas   (1979)
- La carpa del amor   (1979) .... Daniel
- Expertos en pinchazos   (1979) .... Policía
- La mamá de la novia   (1978)
- Jacinta Pichimahuida se enamora   (1977)
- El gordo de América (1976)
- Solamente ella (1975)
- Los irrompibles   (1975) .... Harry, "el Caliente"
- La Raulito  (1975) .... Doctor
- Triángulo de cuatro  (1975)
- La gran aventura  (1974) .... Integrante de la banda de Ferrara
- La flor de la mafia  (1974)
- Los caballeros de la cama redonda (1973)
- Pájaro loco (1971)

Guionista
- Mis días con Verónica (1980)

## Televisión
- Somos familia.... Isidro Navarro (2014)
- El Francés.... El turco (2014)
- La pelu .... Salomón Jolmes (1 episodio, 2012)
- Dulce amor .... Julio Amador (2012)
- Los Únicos .... Miguel Ángel Fox (2011)
- Caiga quien caiga - CQC .... Él mismo (2010)
- Botineras .... Él mismo (2009)
- Don Amor .... Ángel Carvajal (2008)
- Amor mío .... Mr. Mesmer (2006)
- Sos mi vida .... Emilio Sanabria - Chucho  (2006)
- El amor no tiene precio .... Abel Montalbán / Miguel Augusto Montalvan (2005)
- Prisionera .... Ricardo Montenegro (2004)
- PH, propiedad horizontal  .... Lorenzo (2001)
- La revancha .... Rodrigo Arciniegas (2000)
- Me muero por ti.... Felipe (1999)
- Rompeportones(1998)
- Socios y más .... Juan Fernández (1998)
- Amor sagrado .... Leandro Renzi (1996)
- Chiquititas .... Jorge Clementi (1996)
- Soy Gina .... Marcelo Ricciardi (1992)
- Micaela .... Sebastián (1992)
- Manuela .... Fernando Salinas (1991)
- La extraña dama .... Marcelo Ricciardi (1989)
- El extraño retorno de Diana Salazar (1988) .... Mario Villarreal / Eduardo Carbajal
- María de nadie .... Juan Carlos (1985)
- Cuatro hombres para Eva (1984)
- ¿Quién sedujo a mi mujer? .... Carlos (1982)
- Verónica: el rostro del amor (1982)
- Jorge vive en Martínez (1982).
- Mi viejo y yo  (1981).
- María, María y María  (1980)
- Los hermanos Torterolo  (1980)
- Propiedad horizontal.... Rodrigo (1979)
- El león y la rosa (1979) .... Chacho (1979)
- Vos y yo, toda la vida (1978) .... Marcelo (1978)
- El hombre que yo inventé (1977)
- Casada por poder (1974)

## Teatro
- Viva la Vida! 2019.
- Familia imputada 2016.
- Como gatos callejeros 2007.
- 5 gays.com 2005.
- Mi vida… loca 2000.
- El último de los amantes ardientes 1998.
- El show de Jorge Martínez 1992
- Boing Boing 1989-1990.
- Sweet Charity 1986.
- Vamos a votar 1982.
- Enredos de alcoba 1978.
- Absurda persona singular 1977.
- La jaula de las locas 1976.
- Una rosa para el desayuno 1975-1976.
- La esposa es una costumbre 40 kilates 1973-1974.
- Pero de noche… ¡mejor! 1973.
- Extraña pareja.
- Quiero amanecer contigo.
- Matrimonios y algo más.
- Un día de fiesta.

## Premios y nominaciones
- 1989, Premios TvyNovelas: nominado como Mejor actor protagónico, El extraño retorno de Diana Salazar.
- 1974, Premios Martín Fierro: mejor artista revelación.